# Хафъз Мехмед паша Черкез
Хафъз Мехмед паша Черкез (на турски: Hafız Mehmed Paşa, Çerkes) е османски военен и администратор.

## Биография
От октомври 1839 до февруари 1841 е валия на Ерзурумския еялет. От октомври 1843 до януари 1846 г. е мухафъз на Белградската крепост Калемегдан. В 1846 - 1847 година е началник на полицията (заптиетата). В 1847 - 1848 година е валия на Янина. От март 1848 до септември 1850 година е валия на Скопие. Същевременно е и валия е на Босна от 22 май до 16 ноември 1850 г. или от май до септември 1850 г. В 1850 – 1851 е валияна на Одрин, в 1852 – 1854 – на Кония, а в 1854 – 1855 г. – на Трабзон.
Умира в 1866 година.